# Shahjadpur
Shahjadpur è un sottodistretto (upazila) del Bangladesh situato nel distretto di Sirajganj, divisione di Rajshahi. Si estende su una superficie di 324,47 km² e conta una popolazione di 561.076  abitanti (censimento 2011).